# Etyka (czasopismo)
Etyka – polskie czasopismo naukowe poświęcone zagadnieniom filozofii moralności wydawane przez Instytut Filozofii Uniwersytetu Warszawskiego. Istnieje od 1966 roku, z przerwą w latach 1990-1993. 
Na łamach „Etyki” ukazują się artykuły z zakresu etyki teoretycznej, etyki stosowanej, historii etyki, historii idei etycznych, psychologii i socjologii moralności, dydaktyki etyki filozoficznej oraz teksty dotyczące współczesnych kontrowersji moralnych.
Na łamach „Etyki” publikowali tacy autorzy jak Tadeusz Kotarbiński, Maria Ossowska, Tadeusz Czeżowski, Ija Lazari-Pawłowska, Andrzej Grzegorczyk, Jacek Hołówka, Zbigniew Szawarski, Andrzej Szostek, Władysław Stróżewski, Stanisław Lem, Marian Przełęcki. 
Redaktorzy naczelni pisma: Marek Fritzhand (1966-1967), Henryk Jankowski (1968-1992), Barbara Skarga (1993-2006); od 2006 r. redaktorem naczelnym pisma jest Paweł Łuków. Pełne archiwum czasopisma dostępne jest na zasadach otwartego dostępu.